# Muntele lui Venus
Muntele lui Venus (Mons pubis sau mons veneris) este o bombare în regiunea pubiană (vulvară) provocată de o acumulare subcutanată de țesut adipos. Muntele lui Venus începe de la comisura superioară a labiilor externe (Commissura labiorum anteriorum). fiind acoperit de părul pubian. În prezent s-a extins obiceiul la femei de a îndepărta părul pubian de pe muntele lui Venus.

## Etimologie
Denumirea muntelui lui Venus provine de la faptul că această regiune se evidențiază de zonele învecinată printr-o proeminență de 3-5 cm și de la numele zeiței romane a iubirii - Venus.

## Anatomie
Muntele lui Venus reprezintă o regiune rotunjită și proeminentă de formă triunghiulară cu vârful situat anterior de simfiza pubiană. În partea superioară este separat de hipogastru (una din regiunile abdominale) printr-un șanț (centura Venerei), limitele laterale sunt redate de pliurile inghinale și în partea posterioară continuă cu labiile mari. Forma și volumul muntelui pubian se datorează acumulării de țesut adipos (grăsimi) subcutana în perioada pubertară. Odată ca maturizarea sexuală, se acoperă cu păr. Nu există un consens cu privire la importanța pilozității intime, vehiculându-se câteva opinii: termoreglarea, menținerea unui regim termic optim ale organelor genitale externe, protecția tegumentului și mucoasei zonei genitale.

## Părul pubian

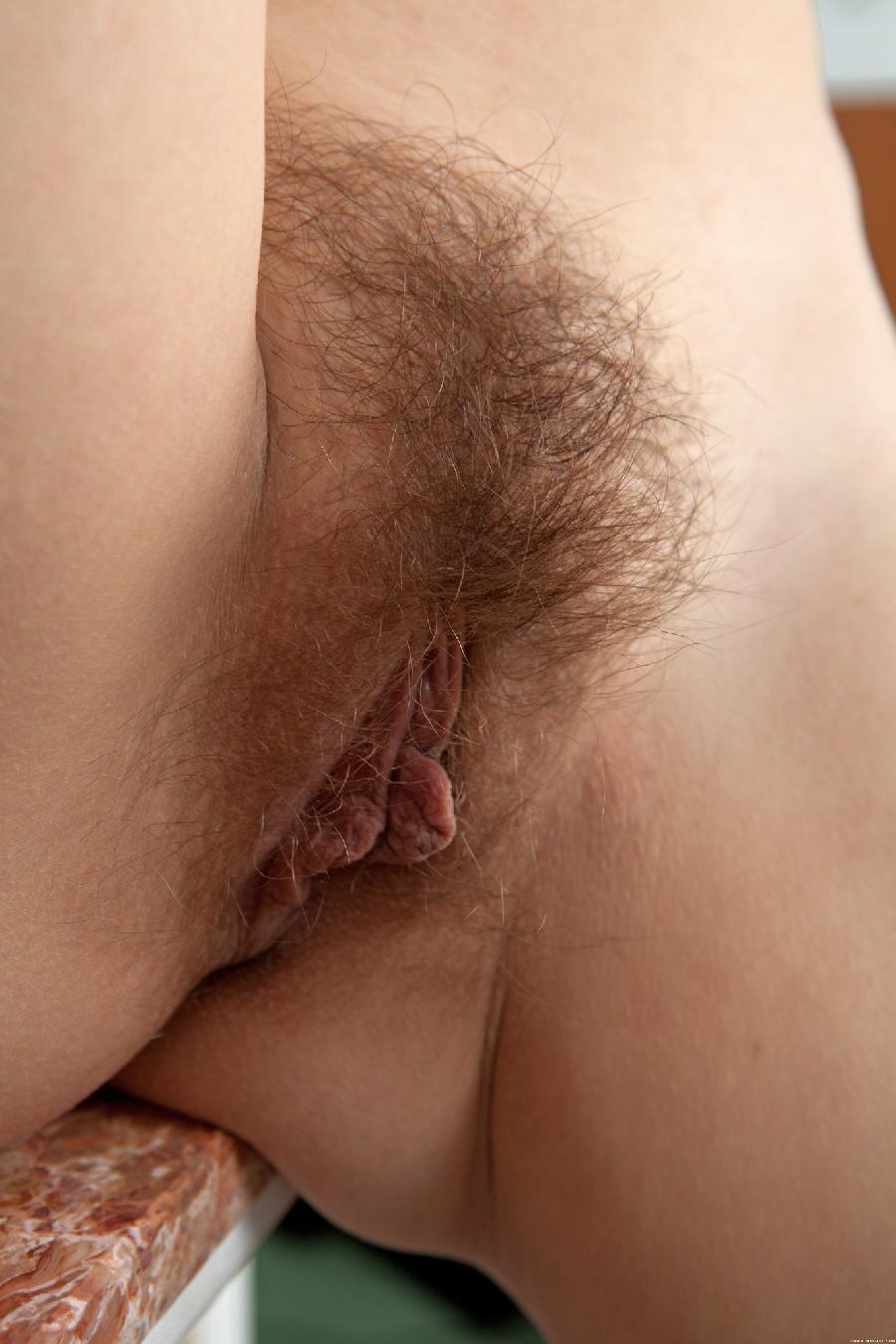
Pilozitate pubiană

Pilozitatea din zona intimă este considerat o caracteristică sexuală secundară. Spre deosebire de alte regiuni ale corpului, firile de păr din zona intimă mai groase, în secțiune transversală aplatizate. Gradul de pilozitate, trăsăturile morfologice ale firelor de păr, colorația și densitatea acestora prezintă particularități individuale ale fiecărei femei, în dependență de factori genetici (în special la nivel rasial), mediul ambiant, nutriție.
Debutul creșterii părului pubian se declanșează în jurul vârstei de 10 și cuprinde câteva stadii descrise în literatura de specialitate:
- Stadiul 1 (prepubertar) – pilozitatea lipsește, piele este acoperită de părul vellus (fire subțiri, scurte, nepigmentate și fără glande sebacee) asemănător celui din regiunea abdominală (aproximativ, până la vârsta de 10 ani);
- Stadiul 2 – apariția părului pe suprafața labiilor mari, firele fiind lungi, slab pigmentate, drepte sau ușor ondulate (≈10–11,5 ani);
- Stadiul 3 – extinderea pilozității în regiunea pubiană, se accentuează pigmentația, firele de păr devine evident ondulate și mai grosiere (≈11,5-13 ani);
- Stadiul 4 – dezvoltarea pilozității este de tip adult, dar absentă pe suprafața coapselor (≈13-15);
- Stadiul 5 – pilozitatea complet dezvoltată, aria de răspândire are aspectul unui triunghi inversat, se întâlnește în zona inghinală și pe suprafața internă a coapselor (≈ peste 15 ani).[8]

În unele culturi părul pubian este considerat atractiv, erotic, un semne al maturității sexuale și se acceptă aspectul său natural. În timp ce alte medii prezența sa este considerată inestetică și jenantă și se practică diferite metode de îndepărtare. Printre cele mai populare metode de epilare se numără: rasul cu lama, epilarea cu ceară, epilarea prin electroliză și cea cu laser.Există și diferite stiluri de înlăturarea a părului pubian: simplă scurtare a lungimii firelor de păr; epilarea sub forma unei fâșii (dungi) la mijlocul pubisului, unui triunghi, etc; îndepărtarea totală a părului pubian. 
Pilozitatea intimă este înlăturată din diverse motive: igienice, estetice, purtarea anumitor tipuri de îmbrăcăminte, consultarea medicului, la rugămintea partenerului, pentru creșterea receptivității tactile a zonei pubiene în timpul actului sexual. Epilarea completă sau parțială duce la distrugerea "ecosistemului" de care are nevoie 'păduchele pubian' (cunoscuți cu denumire de lăței, lat. Pthirus pubis) pentru efectuarea activităților vitale. Pentru a se hrăni păduchele este nevoit să se atașeze pe foliculii de păr de la nivelul zonei pubiene, picioarele lor fiind adaptate dor la firele groase. Pe lângă zona intimă, aceste insecte pot fi găsite și în alte regiuni ale corpului cu aceeași structură a părului: membre inferioare, gene, sprâncene, gene (uneori și la copii), la bărbați - pe piept, barbă. Câteva studii din Australia și SUA au  constat de epilarea previne infectarea cu păduchele pubian, deoarece nu are de ce să se fixeze.
Eliminarea părului din regiunea intimă poate să prezintă anumite riscuri, în funcție de metoda de epilare aleasă și sensibilitatea pielii (inclusiv, prezența alunițelor, uscăciunii, afecțiunilor cutanate). Studiile recente au demonstrat că peste 60% dintre femeile care folosesc lama drept mijloc de epilare în zona inghinală sunt susceptibile să aibă parte mai des de abraziuni, tăieturi, fire de păr crescute sub piele și chiar foliculită (o infecție a rădăcinii firului de păr). Tăieturile microscopice ale pielii pot servi drept „porți” pentru bacteriile infecțioase. Pe de altă parte, dacă nu este realizată corect, depilarea cu laser poate provoca răni și arsuri. De aceea se recomandă consultul dermatologului, adresare la specialiști, alegerea cu grijă a salonului, folosirea cremelor și cerii adecvate sensibilității pielii.

## Hanabira

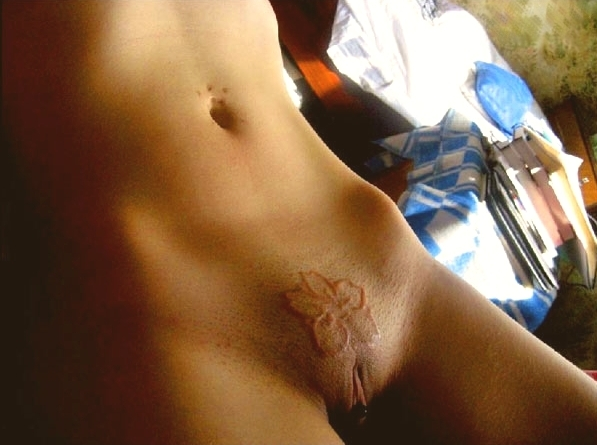
Hanabira, model floral

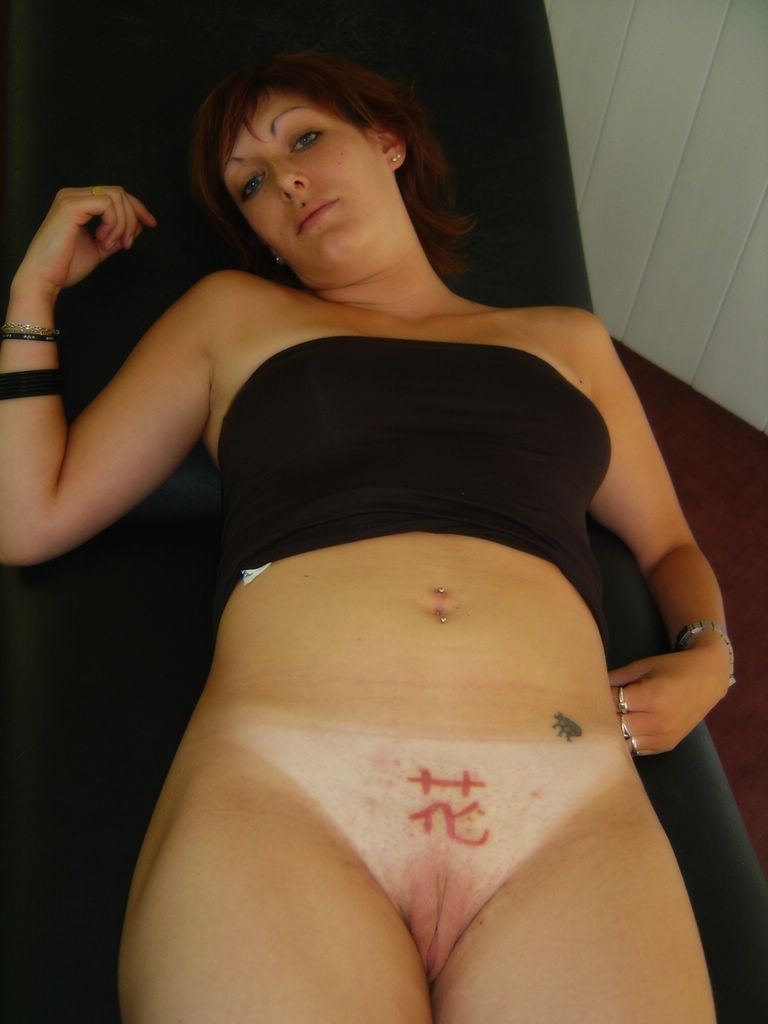
Hanabira

Hanabira (din japoneză: 花弁 - petală) este o practică originară din Japonia de cicatrizare a muntelui venerian. Modelele cicatricii pot să înfățișeze elemente florale, animale sau litere nipone. Tradițional, modelele sunt individualizate și reprezintă un semn sau simbol de identitate a unei persoane sau familii. În țările occidentale hanabira se practică din motive estetice. Modele sunt tăiate cu ajutorul bisturiului, împiedicând artificial regenerarea tegumentul pentru a oferi un volum mai mare cicatricii.